# Tylototriton verrucosus
Tylototriton verrucosus är en groddjursart som beskrevs av Anderson 1871. Tylototriton verrucosus ingår i släktet Tylototriton och familjen vattensalamandrar. IUCN kategoriserar arten globalt som livskraftig. Inga underarter finns listade i Catalogue of Life.